# Выставной, Владислав Валерьевич
Владислав Валерьевич Выставной (13 июня 1975) — современный российский писатель в жанре фантастики.
Начал писать в 1997 году. Серьёзно занялся писательской деятельностью в 2005 году; в 2006 году вышла первая книга — «Сны железобетона». Автор более 10 книг, в том числе в популярных фантастических сериях.

## Биография
Родился 13 июня 1975 года в Минске.
Учился в Кубанском медицинском институте один год, после чего поступил на Юридический факультет Кубанского Государственного Университета. Активно участвовал в студенческой жизни.
Первое произведение написал в 1997 году. Оно называлось «Параллель или Крик души в двух частях». Напечатано не было. После этого в течение 8 лет писательской деятельностью на занимался.
В 2005 году решил всерьёз заняться писательской деятельностью и приступил к работе над задуманным ещё в 1997 году романом «Сны железобетона». Впоследствии этот роман был издан в 2006 году в серии «Звёздный лабиринт».
Пробовал свои силы в поэзии и написании повестей и рассказов, часть которых опубликованы в Интернете.
В 2010 году начал принимать участие в межавторских проектах. Книга «Нет правил для богов» вышла в серии «Disciples». Роман «Контрабанда» — в серии «Линия героев». В 2011 году вышли два романа в серии «S.T.A.L.K.E.R» : «Убить Зону» и «Тварь».
В начале 2012 года издательство Олма в серии «Хулиганская фантастика» выпустила оригинальный роман автора «Штука».

## Литературные произведения

### Изданные романы
- Сны железобетона. — М.: АСТ, АСТ-Москва, 2006. — 224 с. — (Звездный лабиринт). — 3000 экз. — ISBN 5-17-034295-0.
- Мультилюди. — М.: АСТ, АСТ-Москва, 2006. — 352 с. — (Звездный лабиринт). — 3000 экз. — ISBN 5-17-038106-9, 5-9713-3041-1, 5-9762-0368-X.
- Ход мамонтом. — М.: Эксмо, 2006. — 448 с. — (Русская фантастика). — 7000 экз. — ISBN 5-699-19298-0.[1]
- Волшебный полигон Москва. — М.: Альфа-книга, 2007. — 416 с. — 7000 экз. — ISBN 5-93556-852-7.[2]
- Месть пожирает звезды. — С.-Пб.: Ленинградское издательство, 2008. — 448 с. — (Боевая фантастика). — 5050 экз. — ISBN 978-5-9763-0120-7.
- Планета на прокачку. — М.: АСТ, АСТ-Москва, Харвест, 2008. — 416 с. — (Звездный лабиринт). — 3000 экз. — ISBN 978-5-17-052200-2, 978-5-9713-8873-9, 978-985-5826-4.[3]
- Считалочка для бомбы. — М.: Альфа-книга, 2008. — 384 с. — 7000 экз. — ISBN 978-5-9922-0018-8.[4]
- Утечка мозгов. — М.: АСТ, АСТ-Москва, Хранитель, 2008. — 384 с. — (Звёздный лабиринт). — 3000 экз. — ISBN 978-5-17-046595-8, 978-5-9713-6693-5, 978-5-9762-5209-7.

#### Роман из межавторского цикла «Disciples»
- Нет правил для богов. — М.: АСТ, Астрель, 2010. — 416 с. — (Disciples). — 12 000 экз. — ISBN 978-5-17-065028-6, 978-5-271-28711-4.

#### Роман из межавторского цикла «Линия героев»
- Контрабанда. — М.: Поколение, 2010. — 416 с. — (Линия героев). — 7000 экз. — ISBN 978-5-9763-0120-7.
- Я пришел взорвать мир. — М.: АСТ, 2011. — (Звездный лабиринт). — 4000 экз.

#### Роман из межавторского цикла «S.T.A.L.K.E.R»
- Убить Зону. — М.: Астрель, 2011. — (S.T.A.L.K.E.R). — 40 000 экз.

- Тварь. — М.: Астрель, 2011. — (S.T.A.L.K.E.R). — 10 000 экз.

#### Роман из межавторского цикла «Кремль 2222»
- Запад. — С.-Пб.: Астрель, 2012. — (Кремль 2222). — 12 000 экз.
- Штука. — М.: Олма, 2012. — (Хулиганская фантастика). — 2000 экз.